# Frankie O'Dell
Frankie O'Dell is een Amerikaans professioneel pokerspeler. Hij won onder meer het $1.500 Omaha Hi/Lo Split-toernooi van de World Series of Poker 2003 (goed voor $133.760,- prijzengeld) en het $2.000 Omaha Hi/Lo Split-toernooi van de World Series of Poker 2007 (goed voor $240.057,-). O'Dell verdiende tot en met juni 2015 meer dan $2.150.000,- in pokertoernooien (cashgames niet meegerekend).

## Wapenfeiten
O'Dell won in 1999 voor het eerst prijzengeld op de World Series of Poker (WSOP) toen hij 23e werd in het $1.500 Limit Hold'em-toernooi, goed voor $5.480,-. Buiten de WSOP sloeg hij zijn slag in het $9.700 World Poker Tour Championship Event - No Limit Hold'em van de Legends of Poker 2006. Hij werd verliezend finalist doordat Joe Pelton hem versloeg, maar nam toch $776.385,- mee naar huis.
Tot de toernooien die O'Dell buiten de WSOP won, behoren:
- het $1.500 Limit Hold'em-toernooi van de Hall of Fame Poker Classic 1997 ($42.000,-)
- het $200 No Limit Hold'emtoernooi van de Orleans Open 2001 ($32.945,-)
- het $1.000 Omaha Hi/Lo-toernooi van The Fourth Annual Jack Binion World Poker Open 2003 ($45.397,-)
- het $300 No Limit Hold'em-toernooi van Legends of Poker 2003 ($60.075,-)
- het $500 Omaha Hi/Lo 8 or Better-toernooi van de L.A. Poker Classic 2007 ($50.065,-)
- het $300 No Limit Hold'em-toernooi van het Venetian Deep Stack Extravaganza II 2007 ($52.950,-)
- het $1.000 H.O.R.S.E.-toernooi van de L.A. Poker Classic 2009 ($56.036,-)
- het $300 H.O.R.S.E.-toernooi van Legends of Poker 2009 ($16.610,-)

## WSOP-titels
| World Series of Poker 2003 | $1.500 Omaha Hi/Lo Split  | $133.760,- |
| World Series of Poker 2007 | $2.000 Omaha Hi/Lo Split  | $240.057,- |
| World Series of Poker 2019 | $10.000 Omaha Hi/Lo Split | $443.641,- |